# Just I. de Tournon
Just (I.) de Tournon († 24. Februar 1525 in der Schlacht bei Pavia) war Baron de Tournon (1501), Lieutenant général des Languedoc, Seneschall der Auvergne und Gouverneur von Lyon.

## Leben
Just de Tournon war der Sohn von Jacques II. de Tournon († 1501), Sire de Tournon, Seneschall der Auvergne, und Jeanne de Polignac, sowie Bruder des späteren Erzbischofs von Lyon (1551) und Kardinals (1560) François II. de Tournon († 1562).
Durch den Tod seines älteren Bruders Christophe wurde er im Jahr 1500 Seneschall der Auvergne, im Jahr darauf beerbte er seinen Vater. 1512 und 1513 kam er nach Lyon, um den in Italien kämpfenden Marschall von Frankreich und Gouverneur von Lyon Gian Giacomo Trivulzio zu unterstützen. Er wurde im September 1518 als Nachfolger Trivulzios, der in Ungnade gefallen war, zum Gouverneur von Lyon ernannt, füllte das Amt aber nur selten aus, da er noch die Aufgabe im Languedoc hatte, bis er 1523 in Lyon durch Jacques II. de Chabannes ersetzt wurde. Bei der Besichtigung der Befestigungsanlagen von Lyon durch Königs Franz I. war er jedoch anwesend.
Er fiel am 24. Februar 1525 in der Schlacht bei Pavia beim Versuch, Franz I. zu helfen, der in die Hand der kaiserlichen Truppen gefallen war.

## Ehe und Nachkommen
Just de Tournon heiratete per Ehevertrag vom 30. August 1497 Jeanne de Vissac, Dame de Vissac, Arlenc et Murs, Erbtochter von Antoine de Vissac, Seigneur d’Arlenc etc., und Marguerite d’Apchon. Ihre Kinder sind:
- Justine; ⚭ 1526 François Alleman, Seigneur de Champs
- Blanche; ⚭ Claude de Rochechouart-Pontville, Vicomte de Rochechouart
- Hélène († nach 1570), Dame de Vassalieu; ⚭ (Ehevertrag 28. Juli 1536 Jean de La Baume († 1552), Comte de Montrevel (La Baume-Montrevel))
- Antoine († 1528 bei der Belagerung von Neapel), 1525 Baron de Tournon
- Jean († 1528 bei der Belagerung von Neapel), Seigneur d‘Arlenc
- Charles († 1552), 1542 Bischof von Viviers
- Jacques († 15. August 1553), 1531 Bischof von Castres, 1537 Bischof von Valence
- Just (II.) († nach 1563), Baron de Tournon, Comte de Roussillon, Seigneur de Vissac, d’Arlenc et de Murs, Seneschall der Auvergne, Lieutenant-général en Languedoc; ⚭ 1533 Claudine de La Tour († 6. Februar 1591), Tochter von François II. de La Tour, Vicomte de Turenne, Seigneur d’Olliergues († 1532), und Anne de La Tour, Dame de Montgascon († 1530) (Haus La Tour d’Auvergne); ihr Sohn ist
  - Just (III.) († 1571), Baron de Tournon, Comte de Roussillon, Vicomte de Polignac, Seigneur d’Arlenc, Botschafter in Rom; ⚭ Eleonore de Chabannes, Tochter von Charles de Chabannes, Seigneur de La Palice (Sohn von Marschall Jacques II. de Chabannes), und Catherine de La Rochefoucauld, sie heiratete in zweiter Ehe Philibert de La Guiche Großmeister der Artillerie von Frankreich († 1607); ihre Tochter ist
    - Anne († 1614), Dame de La Palice ; ⚭ 1595 Jean-François de La Guiche, Marschall von Frankreich († 1641)
- Antoinette, 1543 und 1576 als Äbtissin von Saint Andoche d’Autun bezeugt
- Anne; ⚭ 1. Juni 1529 Gaspard de Castellane, Comte de Grignan, Baron d’Entrecasteaux, Sohn von Gaspar de Castellane und Blanche Adhémar de Grignan
- Henri
- Suzanne, Nonne